# Německá knižní cena

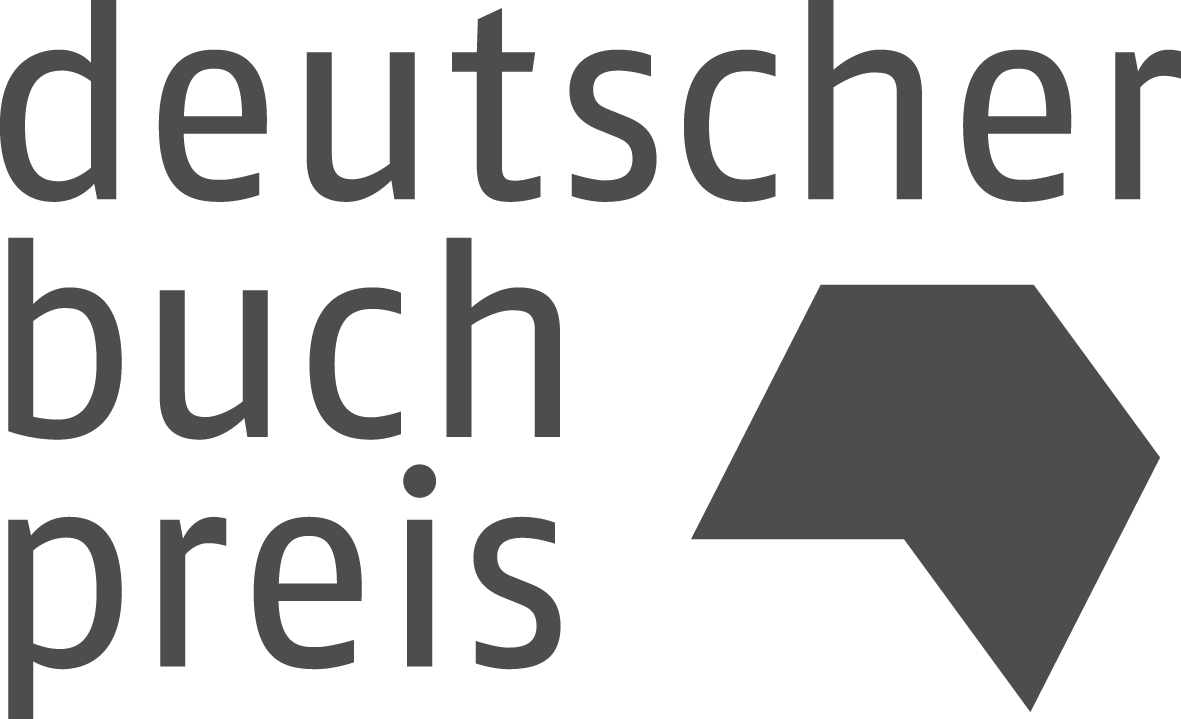
Logo 'Deutscher Buchpreis'

Německá knižní cena (německy Deutscher Buchpreis) je německé výroční literární ocenění udělované od roku 2005 Svazem německých knihkupců (Der Börsenverein des Deutschen Buchhandels). Vítěz je oznámen vždy několik dní před začátkem Frankfurtského knižního veletrhu a odměněn částkou 25 000 eur. Zbývajících pět finalistů obdrží finanční prémii 2 500 eur.
Jednotlivá nakladatelství z Německa, Rakouska a Švýcarska mají možnost předložit porotcům k posouzení vždy maximálně dva tituly ze své produkce, které vyšly nebo vyjdou v časovém období od října předchozí roku do září toho roku, v němž se titul o ocenění uchází. Sedmičlenná porota, která se každý rok mění, sestaví ze zaslaných titulů širší nominaci (longlist) obsahující zpravidla 20 titulů. Tato širší nominace je později zúžena (shortlist) na šest finalistů, z nichž vzejde opět dle hlasování porotců vítěz.
Cena je inspirována obdobnými literárními oceněními v jiných evropských zemích, např. Man Bookerovou cenou či Goncourtovou cenou.

## Nominovaní a vítězové

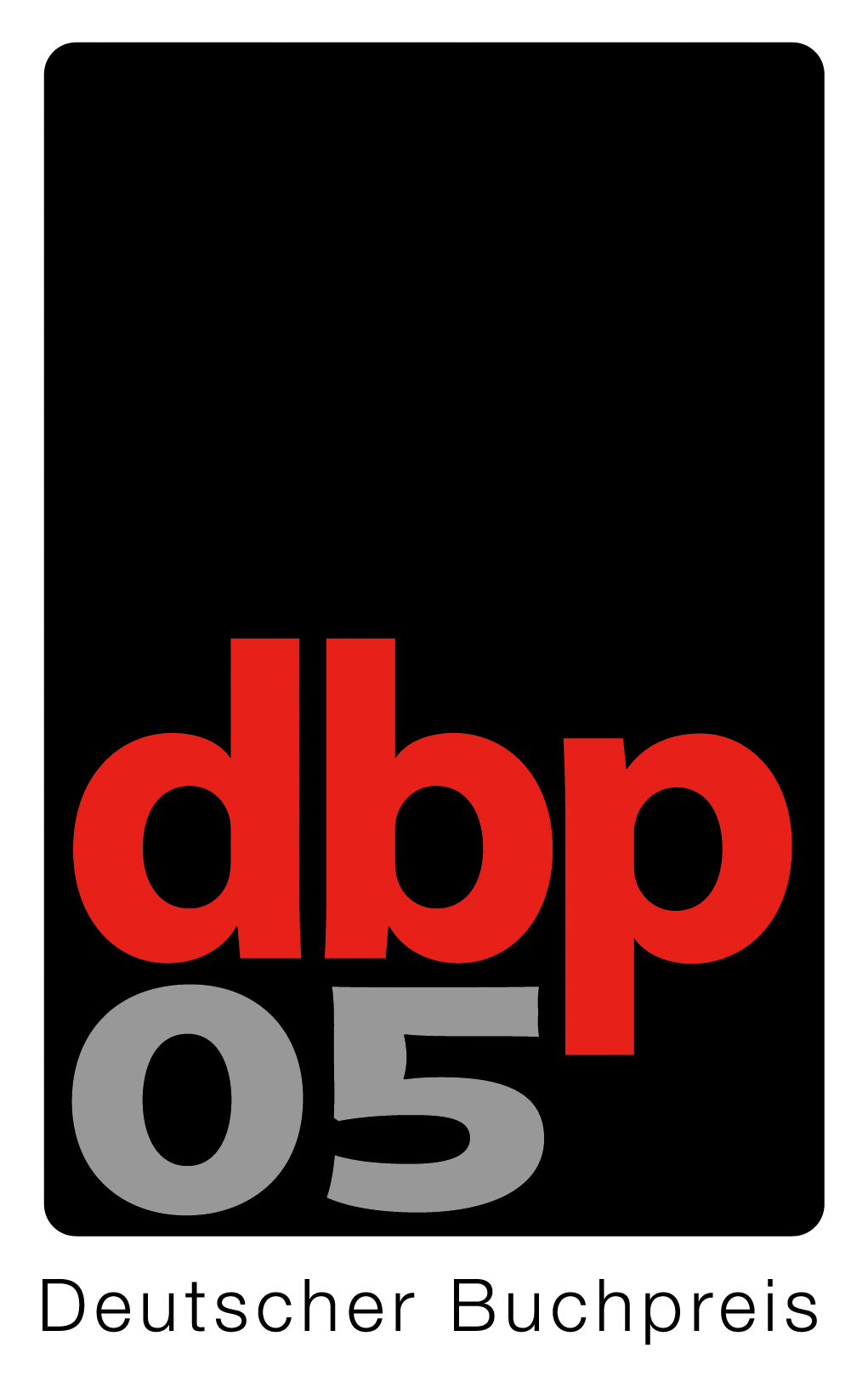
Deutscher Buchpreis 2005

### 2005
- Vítěz:
  - Arno Geiger: Es geht uns gut[4][6] (Vede se nám dobře)
- Finalisté:
  - Daniel Kehlmann: Die Vermessung der Welt (č. Vyměřování světa, přel. Tomáš Dimter)
  - Thomas Lehr: 42
  - Gert Loschütz: Dunkle Gesellschaft
  - Gila Lustiger: So sind wir
  - Friederike Mayröcker: Und ich schüttelte einen Liebling
- Širší nominace (bez finalistů):
  - Bernd Cailloux: Das Geschäftsjahr 1968/69
  - Ulrike Draesner: Spiele
  - Franzobel: Das Fest der Steine
  - Wilhelm Genazino: Die Liebesblödigkeit
  - Egon Gramer: Gezeichnet: Franz Klett
  - Evelyn Grill: Vanitas oder Hofstätters Begierden
  - Peter Henisch: Die schwangere Madonna
  - Jochen Missfeldt: Steilküste
  - Hanns-Josef Ortheil: Die geheimen Stunden der Nacht
  - Jens Petersen: Die Haushälterin
  - Matthias Politycki: Herr der Hörner
  - Marion Poschmann: Schwarzweißroman
  - Hans-Ulrich Treichel: Menschenflug
  - Raul Zelik: Berliner Verhältnisse

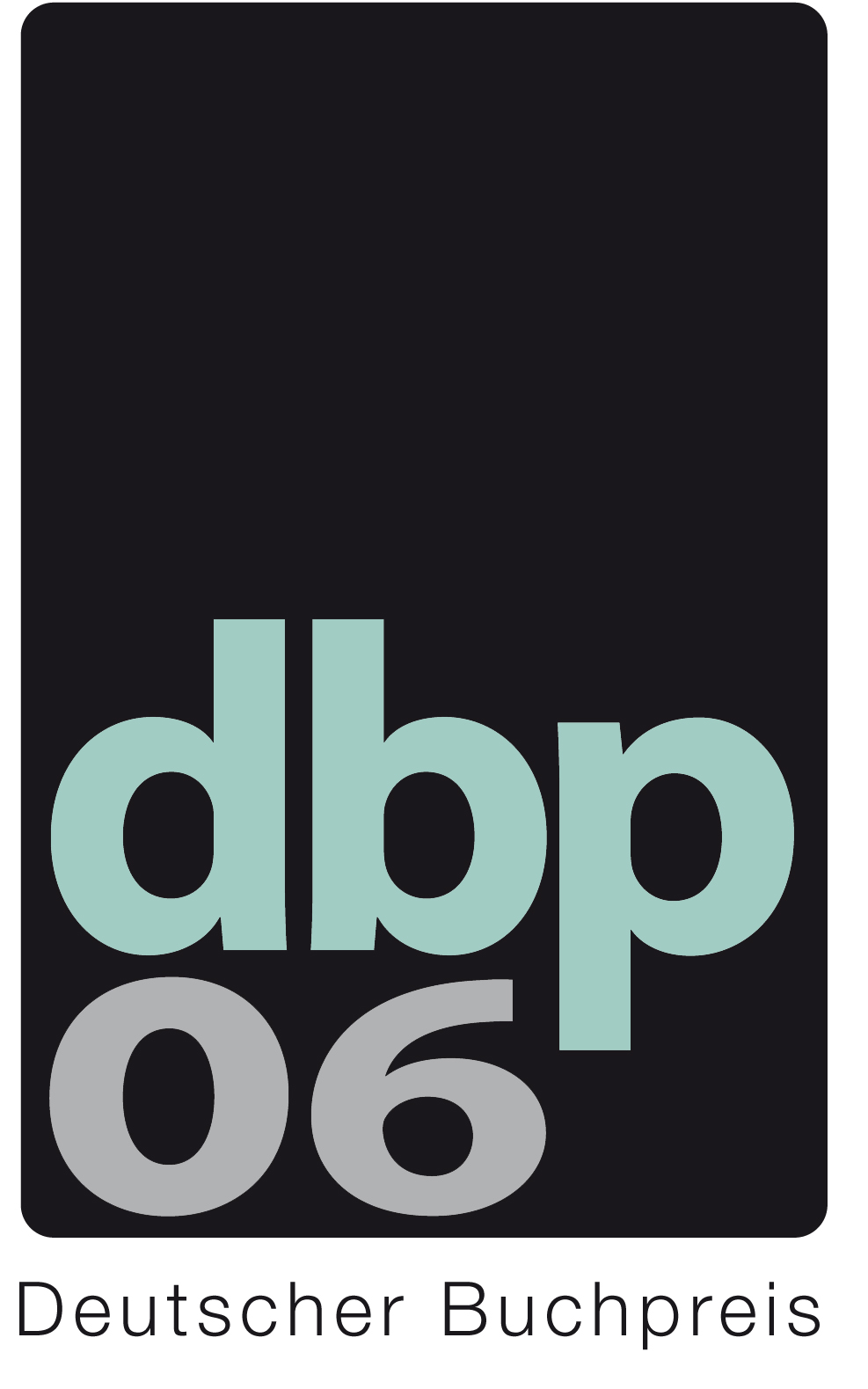
Deutscher Buchpreis 2006

### 2006
- Vítězka:
  - Katharina Hackerová: Die Habenichtse[6] (č. Necitové, přel. Lenka Housková)
- Finalisté:
  - Thomas Hettche: Woraus wir gemacht sind
  - Ingo Schulze: Neue Leben
  - Saša Stanišić: Wie der Soldat das Grammofon repariert (č. Jak voják opravuje gramofon, přel. Tomáš Dimter)
  - Ilija Trojanow: Der Weltensammler (č. Sběratel světů, přel. Renáta Tomanová)
  - Martin Walser: Angstblüte
- Širší nominace (bez finalistů):
  - Ludwig Fels: Reise zum Mittelpunkt des Herzens
  - Daniel Glattauer: Gut gegen Nordwind (č. Dobrý proti severáku, přel. Iva Kratochvílová)
  - Wolf Haas: Das Wetter vor 15 Jahren
  - Paulus Hochgatterer: Die Süße des Lebens (č. Sladkost života, přel. Tomáš Dimter)
  - Felicitas Hoppe: Johanna
  - Thomas Hürlimann: Vierzig Rosen
  - Martin Kluger: Die Gehilfin
  - Judith Kuckart: Kaiserstraße
  - Sibylle Lewitscharoffová: Consummatus
  - Steffen Popp: Ohrenberg oder der Weg dorthin
  - Bernd Schroeder: Hau
  - Peter Stamm: An einem Tag wie diesem
  - Heinrich Steinfest: Ein dickes Fell
  - Feridun Zaimoglu: Leyla
  - Matthias Zschokke: Maurice mit Huhn

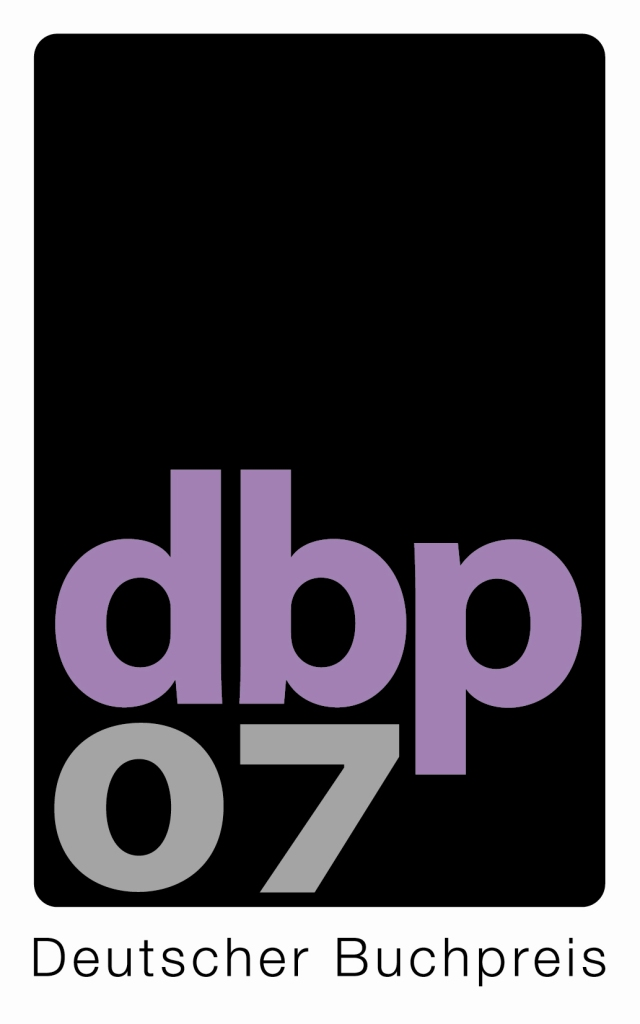
Deutscher Buchpreis 2007

### 2007
- Vítězka:
  - Julia Franck: Die Mittagsfrau[6] (č. Polednice, přel. Lucy Topoľská)
- Finalisté:
  - Thomas Glavinic: Das bin doch ich
  - Michael Köhlmeier: Abendland
  - Katja Lange-Müller: Böse Schafe (č. Zlé ovce, přel. Petr Štědroň)
  - Martin Mosebach: Der Mond und das Mädchen
  - Thomas von Steinaecker: Wallner beginnt zu fliegen
- Širší nominace (bez finalistů):
  - Thommie Bayer: Eine kurze Geschichte vom Glück
  - Larissa Boehning: Lichte Stoffe
  - Lena Gorelik: Hochzeit in Jerusalem
  - Sabine Gruber: Über Nacht
  - Peter Henisch: Eine sehr kleine Frau
  - Michael Lentz: Pazifik Exil
  - Harald Martenstein: Heimweg
  - Pierangelo Maset: Laura oder die Tücken der Kunst
  - Robert Menasse: Don Juan de la Mancha

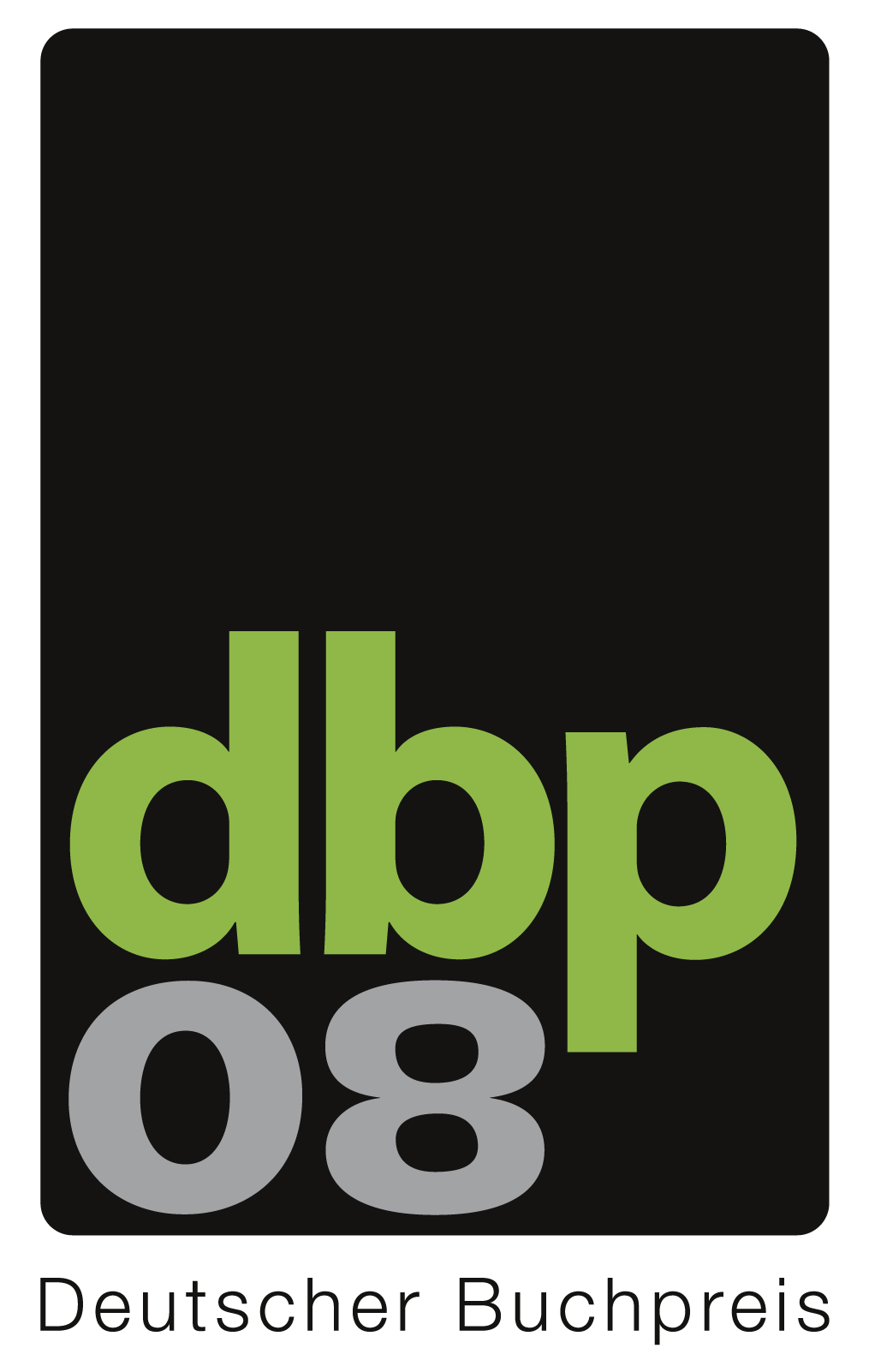
Deutscher Buchpreis 2008

  - Mathias Nolte: Roula Rouge
  - Gregor Sander: abwesend
  - Arnold Stadler: Komm, gehen wir
  - Peter Truschner: Die Träumer
  - John von Düffel: Beste Jahre

### 2008
- Vítěz:
  - Uwe Tellkamp: Der Turm[6]
- Finalisté:
  - Dietmar Dath: Die Abschaffung der Arten
  - Sherko Fatah: Das dunkle Schiff
  - Iris Hanika: Treffen sich zwei
  - Rolf Lappert: Nach Hause schwimmen
  - Ingo Schulze: Adam und Evelyn (č. Adam a Evelyn, přel. Tomáš Dimter, Vakát, 2009, ISBN 978-80-87317-00-6)
- Širší nominace (bez finalistů):
  - Lukas Bärfuss: Hundert Tage
  - Marcel Beyer: Kaltenburg
  - Karen Duve: Taxi
  - Olga Flor: Kollateralschaden
  - Norbert Gstrein: Die Winter im Süden
  - Peter Handke: Die morawische Nacht (Peter Handke se zřekl své nominace ve prospěch zbývajících nominovaných)[7]
  - Martin Kluger: Der Vogel, der spazieren ging
  - Judith Kuckart: Die Verdächtige
  - Norbert Niemann: Willkommen neue Träume
  - Karl-Heinz Ott: Ob wir wollen oder nicht
  - Hans Pleschinski: Ludwigshöhe
  - Uwe Timm: Halbschatten
  - Martin Walser: Ein liebender Mann
  - Feridun Zaimoglu: Liebesbrand (č. Lásky žár, přel. Michaela Škultéty, Mladá fronta, 2009, ISBN 978-80-204-1942-2)

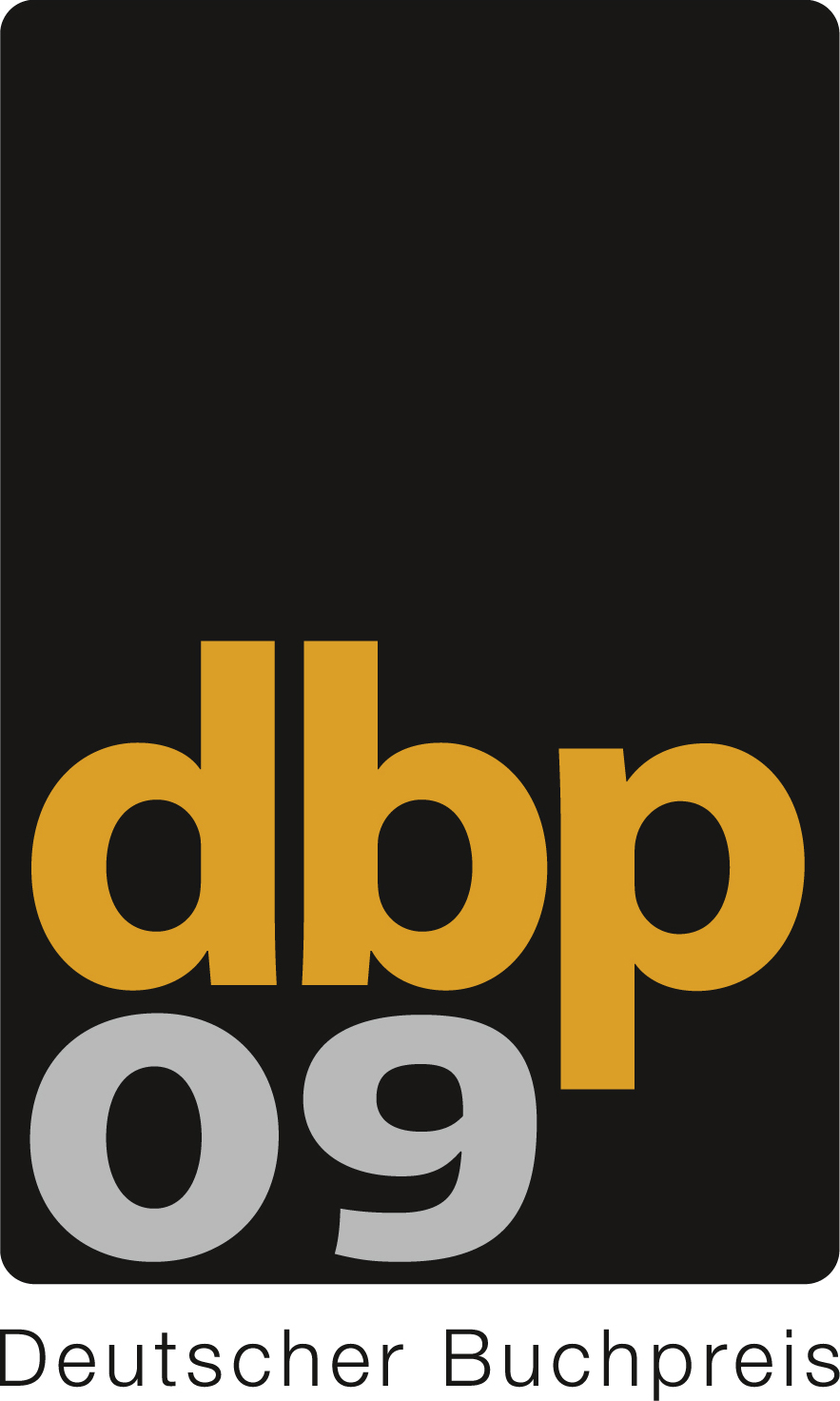
Deutscher Buchpreis 2009

### 2009
- Vítězka:
  - Kathrin Schmidt: Du stirbst nicht[6] (č. Neumřeš, přel. Renáta Tomanová a Iva Kratochvílová)
- Finalisté:
  - Rainer Merkel: Lichtjahre entfernt
  - Herta Müller: Atemschaukel (č. Rozhoupaný dech, přel. Radka Denemarková)
  - Norbert Scheuer: Überm Rauschen
  - Clemens J. Setz: Die Frequenzen
  - Stephan Thome: Grenzgang
- Širší nominace (bez finalistů):
  - Sibylle Berg: Der Mann schläft (č. Muž spí, přel. Tereza Semotamová)
  - Mirko Bonné: Wie wir verschwinden
  - Thomas Glavinic: Das Leben der Wünsche
  - Wolf Haas: Der Brenner und der liebe Gott
  - Ernst-Wilhelm Händler: Welt aus Glas
  - Anna Katharina Hahn: Kürzere Tage
  - Reinhard Jirgl: Die Stille
  - Brigitte Kronauerová: Zwei schwarze Jäger
  - Terézia Mora: Der einzige Mann auf dem Kontinent
  - Angelika Overath: Flughafenfische
  - Peter Stamm: Sieben Jahre
  - Thomas Stangl: Was kommt
  - David Wagner: Vier Äpfel
  - Norbert Zähringer: Einer von vielen

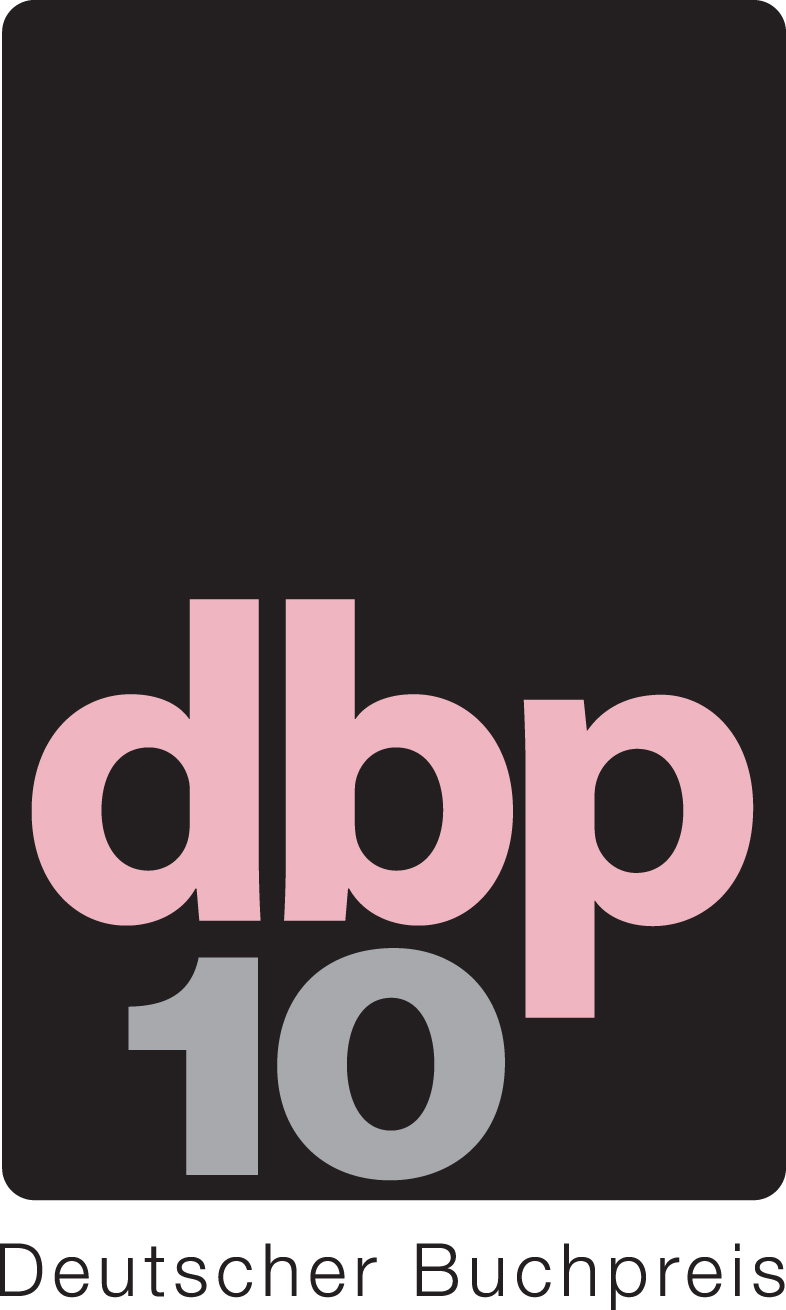
Deutscher Buchpreis 2010

### 2010
- Vítězka:
  - Melinda Nadjová Abonjiová: Tauben fliegen auf (č. Holubi vzlétají, přel. Lucy Topoľská, Jota, 2011)[1][8]
- Finalisté:
  - Jan Faktor: Georgs Sorgen um die Vergangenheit oder im Reich des heiligen Hodensack-Bimbams von Prag (č. Jiříkovy starosti o minulost, přel. Radovan Charvát, Plus, 2015, ISBN 978-80-259-0091-8)
  - Thomas Lehr: September. Fata Morgana
  - Doron Rabinovici: Andernorts (č. Jinde, přel. Magdalena Štulcová, Archa, 2011, ISBN 978-80-87545-01-0)
  - Peter Wawerzinek: Rabenliebe (č. Krkavčí láska, přel. Zdenka Obrová, Jota, 2012, ISBN 978-80-7217-898-8)
  - Judith Zander: Dinge, die wir heute sagten
- Širší nominace (bez finalistů):
  - Alina Bronsky: Die schärfsten Gerichte der tatarischen Küche (č. Nejostřejší pokrmy tatarské kuchyně, přel. Libuše Čižmárová, Jota, 2011)
  - Nino Haratischwili: Juja
  - Thomas Hettche: Die Liebe der Väter
  - Michael Kleeberg: Das amerikanische Hospital
  - Michael Köhlmeier: Madalyn
  - Mariana Leky: Die Herrenausstatterin
  - Nicol Ljubic: Meeresstille
  - Kristof Magnusson: Das war ich nicht
  - Andreas Maier: Das Zimmer (č. Pokoj, přel. Milan Tvrdík, Archa 2013)
  - Olga Martynova: Sogar Papageien überleben uns
  - Martin Mosebach: Was davor geschah
  - Hans Joachim Schädlich: Kokoschkins Reise
  - Andreas Schäfer: Wir vier
  - Joachim Zelter: Der Ministerpräsident

Pozn. Ročníku 2010 bylo v českých médiích věnováno obzvláště hodně prostoru, neboť mezi nominovanými se objevil i původem český autor Jan Faktor žijící od konce 70. let v Berlíně.

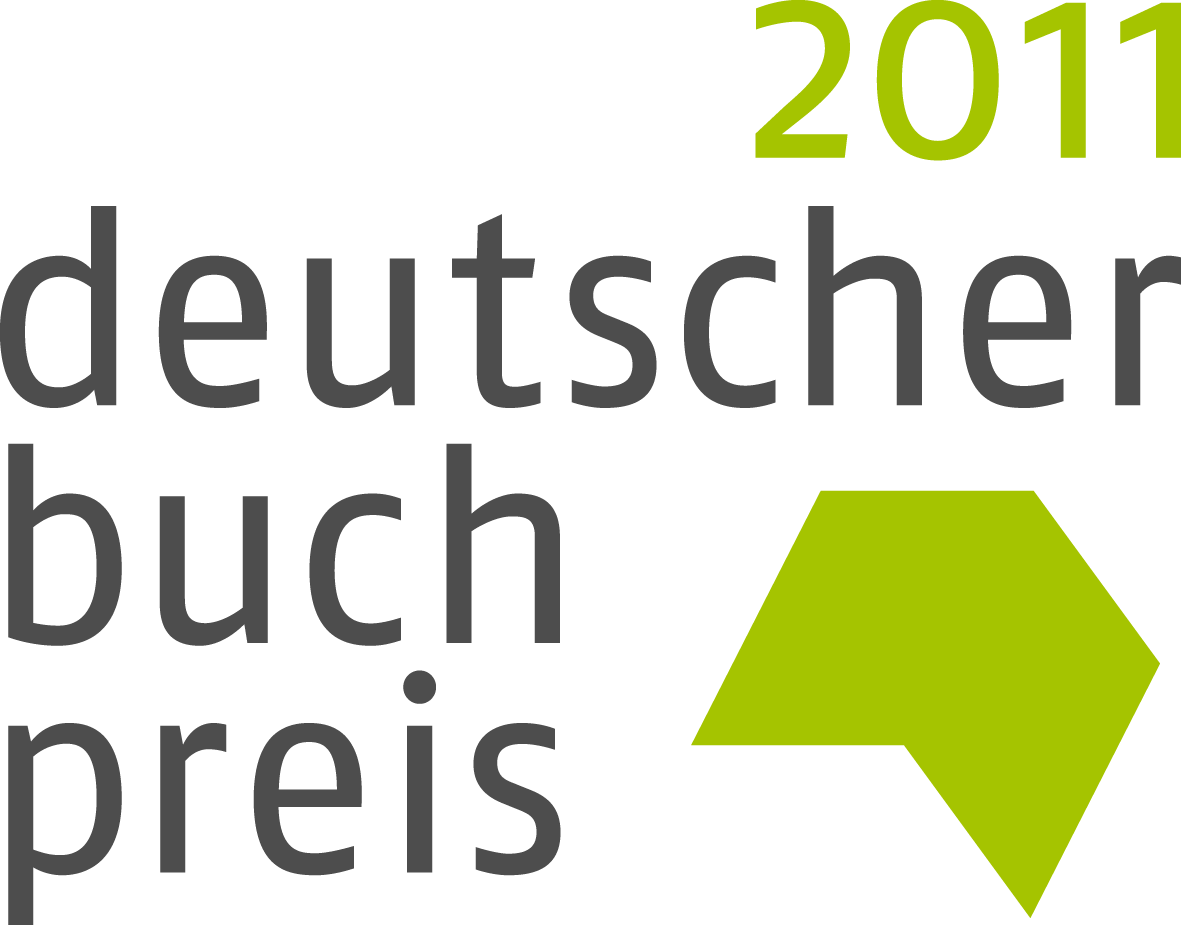
Deutscher Buchpreis 2011

### 2011
- Vítěz:
  - Eugen Ruge: In Zeiten des abnehmenden Lichts[2][9] (č. V čase ubývajícího světla, 2013, přel. Radvana Kraslová, ISBN 978-80-249-2263-8)
- Finalisté:
  - Jan Brandt: Gegen die Welt
  - Michael Buselmeier: Wunsiedel
  - Angelika Klüssendorf: Das Mädchen (č. Holka, 2012, přel. Jitka Jílková, ISBN 978-80-204-2639-0)
  - Sibylle Lewitscharoffová: Blumenberg
  - Marlene Streeruwitz: Die Schmerzmacherin
- Širší nominace (bez finalistů):
  - Volker H. Altwasser: Letzte Fischer
  - Alex Capus: Léon und Louise
  - Wilhelm Genazino: Wenn wir Tiere wären
  - Navid Kermani: Dein Name
  - Esther Kinsky: Banatsko
  - Doris Knecht: Gruber geht
  - Peter Kurzeck: Vorabend
  - Ludwig Laher: Verfahren
  - Thomas Melle: Sickster
  - Klaus Modick: Sunset
  - Astrid Rosenfeld: Adams Erbe
  - Judith Schalansky: Der Hals der Giraffe (č. Žirafí krk, 2013, přel. Magdalena Štulcová)
  - Jens Steiner: Hasenleben
  - Antje Rávic Strubel: Sturz der Tage in die Nacht

Deutscher Buchpreis 2012

### 2012
- Vítězka:
  - Ursula Krechel: Landgericht[3][10][11] (Zemský soud)
- Finalisté:
  - Ernst Augustin: Robinsons blaues Haus (Robinsonův modrý dům)
  - Wolfgang Herrndorf: Sand (č. Písek, 2014, přel. Michaela Škultéty, ISBN 978-80-257-1198-9)
  - Clemens J. Setz: Indigo (Indigo)
  - Stephan Thome: Fliehkräfte (Odstředivé síly)
  - Ulf Erdmann Ziegler: Nichts Weißes (Nic bílého)
- Širší nominace (bez finalistů):
  - Bernd Cailloux: Gutgeschriebene Verluste
  - Jenny Erpenbeck: Aller Tage Abend
  - Milena Michiko Flašar: Ich nannte ihn Krawatte
  - Rainald Goetz: Johann Holtrop
  - Olga Grjasnova: Der Russe ist einer, der Birken liebt (č. Rus je ten, kdo miluje břízy, 2016, přel. Tereza Semotamová, ISBN 978-80-7443-193-7)
  - Bodo Kirchhoff: Die Liebe in groben Zügen
  - Germán Kratochwil: Scherbengericht
  - Dea Loher: Bugatti taucht auf
  - Angelika Meier: Heimlich, heimlich mich vergiss
  - Sten Nadolny: Weitlings Sommerfrische
  - Christoph Peters: Wir in Kahlenbeck
  - Michael Roes: Die Laute
  - Patrick Roth: Sunrise
  - Frank Schulz: Onno Viets und der Irre vom Kiez

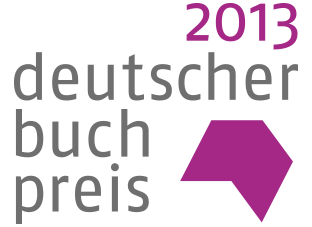
Deutscher Buchpreis 2013

### 2013
- Vítězka:
  - Terézia Mora: Das Ungeheuer[4][12][13]
- Finalisté:
  - Mirko Bonné: Nie mehr Nacht
  - Reinhard Jirgl: Nichts von euch auf Erden
  - Clemens Meyer: Im Stein
  - Marion Poschmann: Die Sonnenposition
  - Monika Zeiner: Die Ordnung der Sterne über Como
- Širší nominace (bez finalistů):
  - Ralph Dutli: Soutines letzte Fahrt (č. Poslední cesta Chaima Soutina, 2016, přel. Magdalena Štulcová)
  - Thomas Glavinic: Das größere Wunder
  - Norbert Gstrein: Eine Ahnung vom Anfang
  - Daniel Kehlmann: F
  - Judith Kuckart: Wünsche
  - Olaf Kühl: Der wahre Sohn
  - Dagmar Leupold: Unter der Hand
  - Jonas Lüscher: Frühling der Barbaren
  - Joachim Meyerhoff: Wann wird es endlich wieder so, wie es nie war (č. Kdy bude konečně zase všechno takové, jaké to nikdy nebylo, 2015, přel. Michaela Škultéty)
  - Thomas Stangl: Regeln des Tanzes
  - Jens Steiner: Carambole
  - Uwe Timm: Vogelweide
  - Nellja Veremej: Berlin liegt im Osten
  - Urs Widmer: Reise an den Rand des Universums

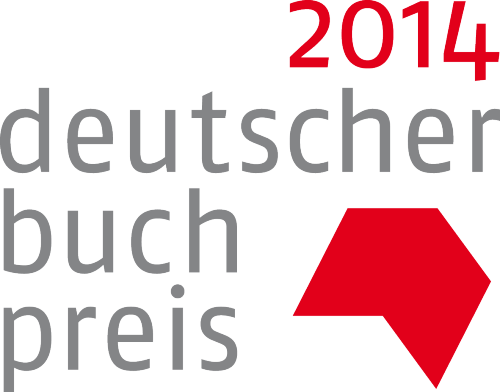
Deutscher Buchpreis 2014

### 2014
- Vítěz:
  - Lutz Seiler: Kruso[14]
- Finalisté:
  - Thomas Hettche: Pfaueninsel
  - Angelika Klüssendorf: April
  - Gertrud Leutenegger: Panischer Frühling
  - Thomas Melle: 3000 Euro
  - Heinrich Steinfest: Der Allesforscher
- Širší nominace (bez finalistů):
  - Lukas Bärfuss: Koala (č. v přípravě)
  - Ulrike Draesner: Sieben Sprünge vom Rand der Welt
  - Antonio Fian: Das Polykrates-Syndrom
  - Franz Friedrich: Die Meisen von Uusimaa singen nicht mehr
  - Esther Kinsky: Am Fluss
  - Michael Köhlmeier: Zwei Herren am Strand (č. Dva pánové na pláži, 2018, přel. Magdalena Štulcová)
  - Martin Lechner: Kleine Kassa
  - Charles Lewinsky: Kastelau
  - Matthias Nawrat: Unternehmer
  - Christoph Poschenrieder: Das Sandkorn
  - Saša Stanišić: Vor dem Fest (č. Noc před oslavou, 2016, přel. Tomáš Dimter)
  - Marlene Streeruwitz: Nachkommen
  - Feridun Zaimoglu: Isabel
  - Michael Ziegelwagner: Der aufblasbare Kaiser

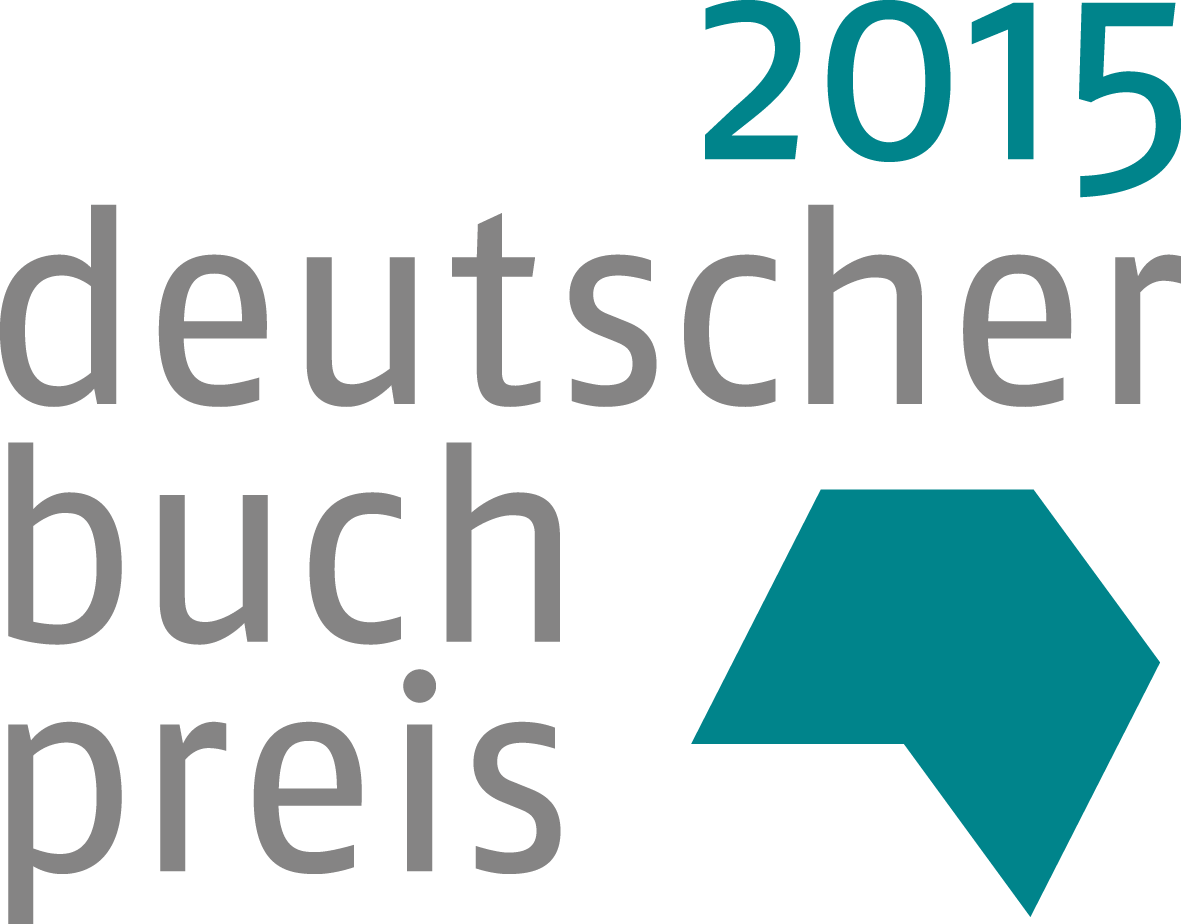
Deutscher Buchpreis 2015

### 2015
- Vítěz
  - Frank Witzel: Die Erfindung der Roten Armee Fraktion durch einen manisch-depressiven Teenager im Sommer 1969[15]
- Finalisté
  - Jenny Erpenbeck: Gehen, ging, gegangen
  - Rolf Lappert: Über den Winter
  - Inger-Maria Mahlke: Wie Ihr wollt
  - Ulrich Peltzer: Das bessere Leben
  - Monique Schwitter: Eins im Andern
- Širší nominace (bez finalistů):
  - Alina Bronsky: Baba Dunjas letzte Liebe
  - Ralph Dutli: Die Liebenden von Mantua
  - Valerie Fritsch: Winters Garten
  - Heinz Helle: Eigentlich müssten wir tanzen
  - Gertraud Klemm: Aberland
  - Steffen Kopetzky: Risiko
  - Peter Richter: 89/90
  - Clemens J. Setz: Die Stunde zwischen Frau und Gitarre
  - Anke Stelling: Bodentiefe Fenster
  - Ilija Trojanow: Macht und Widerstand (č. Moc a vzdor, 2018, přel. Radka Denemarková)
  - Vladimir Vertlib: Lucia Binar und die russische Seele
  - Kai Weyand: Applaus für Bronikowski
  - Christine Wunnicke: Der Fuchs und Dr. Shimamura
  - Feridun Zaimoglu: Siebentürmeviertel

### 2016
- Vítěz
  - Bodo Kirchhoff: Widerfahrnis[16][17] (č. Příhoda, 2017, přel. Ivana Führmann Vízdalová)

- Finalisté
  - Reinhard Kaiser-Mühlecker: Fremde Seele, dunkler Wald[16][18]
  - André Kubiczek: Skizze eines Sommers[16]
  - Thomas Melle: Die Welt im Rücken[16] (č. Svět v zádech, 2018, přel. Jana Zoubková)
  - Eva Schmidt: Ein langes Jahr[16]
  - Philipp Winkler: Hool[16] (č. Chuligán, 2017, přel. Viktorie Hanišová)

- Širší nominace (bez finalistů)
  - Akos Doma: Der Weg der Wünsche[19]
  - Gerhard Falkner: Apollokalypse[19]
  - Ernst-Wilhelm Händler: München[19]
  - Michael Kumpfmüller: Die Erziehung des Mannes[19]
  - Katja Lange-Müller: Drehtür[19]
  - Dagmar Leupold: Die Witwen[19]
  - Sibylle Lewitscharoffová: Das Pfingstwunder[19]
  - Joachim Meyerhoff: Ach, diese Lücke, diese entsetzliche Lücke[19]
  - Hans Platzgumer: Am Rand[19]
  - Arnold Stadler: Rauschzeit[19]
  - Peter Stamm: Weit über das Land[19]
  - Michelle Steinbeck: Mein Vater war ein Mann an Land und im Wasser ein Walfisch[19]
  - Thomas von Steinaecker: Die Verteidigung des Paradieses[19]
  - Anna Weidenholzer: Weshalb die Herren Seesterne tragen[19]

### 2017
- Vítěz
  - Robert Menasse: Die Hauptstadt[20][21] (č. Hlavní město, Kniha Zlín, 2019)

- Finalisté[22]
  - Gerhard Falkner: Romeo oder Julia
  - Franzobel: Das Floss der Medusa
  - Thomas Lehr: Schlafende Sonne
  - Marion Poschmann: Die Kieferninseln (č. Borovicové ostrovy, Paseka, 2019)
  - Sasha Marianna Salzmann: Außer sich

- Širší nominace (bez finalistů)[23]
  - Mirko Bonné: Lichter als der Tag 
  - Monika Helfer: Schau mich an, wenn ich mit dir rede!
  - Christoph Höhtker: Das Jahr der Frauen
  - Jonas Lüscher: Kraft 
  - Birgit Müller-Wieland: Flugschnee 
  - Jakob Nolte: Schreckliche Gewalten
  - Kerstin Preiwuß: Nach Onkalo
  - Robert Prosser: Phantome
  - Sven Regener: Wiener Straße
  - Ingo Schulze: Peter Holtz
  - Michael Wildenhain: Das Singen der Sirenen
  - Julia Wolf: Walter Nowak bleibt liegen
  - Christine Wunnicke: Katie
  - Feridun Zaimoglu: Evangelio

### 2018
- Vítězka
  - Inger-Maria Mahlke: Archipel

- Finalisté
  - María Cecilia Barbetta: Nachtleuchten
  - Maxim Biller: Sechs Koffer (Šest kufrů)
  - Nino Haratischwili: Die Katze und der General
  - Susanne Röckel: Der Vogelgott
  - Stephan Thome: Gott der Barbaren

### 2019
- Vítěz
  - Saša Stanišić: Herkunft

- Finalisté
  - Raphaela Edelbauer: Das flüssige Land
  - Miku Sophie Kühmel: Kintsugi
  - Tonio Schachinger: Nicht wie ihr
  - Norbert Scheuer: Winterbienen (č. Zimní včely, Prostor, 2021)
  - Jackie Thomae: Brüder

### 2020
- Vítězka
  - Anne Weber: Annette, ein Heldinnenepos[24][25]

- Finalisté
  - Bov Bjerg: Serpentinen
  - Dorothee Elmiger: Aus der Zuckerfabrik
  - Thomas Hettche: Herzfaden
  - Deniz Ohde: Streulicht
  - Christine Wunnicke: Die Dame mit der bemalten Hand